# Yūsuke Mori
Yūsuke Mori (jap. 森勇介 Mori Yūsuke; ur. 24 lipca 1980) – japoński piłkarz występujący na pozycji obrońcy.

## Kariera klubowa
Od 1999 do 2015 roku występował w klubach Tokyo Verdy, Vegalta Sendai, Kyoto Purple Sanga, Kawasaki Frontale, FC Gifu i SC Sagamihara.